# Cerastium atlanticum
Cerastium atlanticum är en nejlikväxtart. Cerastium atlanticum ingår i släktet arvar, och familjen nejlikväxter.

## Underarter
Arten delas in i följande underarter:
- C. a. atlanticum
- C. a. longipes